# Lights Off
Lights Off – singel czesko-norweskiego zespołu electropop We Are Domi wydany 6 grudnia 2021. Piosenkę skomponowali Einar Eriksen Kvaløy, Abigail Frances Jones, Dominika Hašková, Casper Hatlestad i Benjamin Rekstad. Utwór reprezentował Czechy w 66. Konkursie Piosenki Eurowizji w Turynie (2022).

## Tło
Tekst „Lights Off” omawia uczucia po rozstaniu. Początek utworu ukazuje uczucia żalu i rozpaczy, wokalistka zespołu śpiewa o tym, jak „zagubiła duszę” i „zapomniała swojej drogi”. Refren wzmacnia temat zerwania wersem „gdzie jesteś teraz, kiedy tęsknię za tobą?”. Drugi werset zawiera bardziej podnoszące na duchu i mocniejsze przesłanie, ponieważ wspomina, że jest „mała, ale potężna”; ta pozytywna wiadomość jest skontrastowana z jej pokusą zamknięcia się, gdy śpiewa, że „zbuduje fortecę” i „będe murem”.

## Lista utworów
- Digital download[3][4]

1. „Lights Off” – 2:58
2. „Lights Off (ESC Version)” – 2:59

## Notowania
| Kraj    | Notowanie (2022)             | Najwyższa pozycja |
| ------- | ---------------------------- | ----------------- |
| Czechy  | Rádio – Top 100              | 17                |
| Czechy  | Rádio – Top 50 CZ            | 5                 |
| Litwa   | Singlų Top 100               | 43                |
| Szwecja | Sverigetopplistan Heatseeker | 4                 |